# Lucha, jugando con lo imposible
Lucha, jugando con lo imposible es una película documental argentina de 2016 coescrita y dirigida por Ana Quiroga.
Esta es la historia de Luciana Aymar, considerada la mejor jugadora de hockey de todos los tiempos, la Maradona del hockey sobre césped: la maga.

## Recepción

### Crítica
El documental tuvo un aceptable recibimiento por parte de la prensa especializada. Según el portal Todas Las Críticas, la película posee un 80% de aprobación con un promedio de 64/100 basado en 10 críticas.

### Comercial
La película es el documental más visto en lo que va del 2016 (del cine nacional) y el único que pasó la barrera de los 10.000 espectadores tras 14 semanas en cartelera. Estrenó con 17 salas y un acumulado de asistencia de 3.740 espectadores. En su segunda semana la película perdió la mayoría de las salas de arranque y así se mantuvo hasta llegar a la cifra mencionada anteriormente. Actualmente la película fue vista por 10.234 personas.